# Homosexualität in Österreich

Geografische Lage von Österreich

Homosexualität in Österreich war lange Zeit, besonders während der Zeit des Nationalsozialismus und in den ersten beiden Jahrzehnten nach Gründung der Republik Österreich von diskriminierender Gesetzgebung und Verfolgung betroffen. Heute ist Homosexualität jedoch weitgehend akzeptiert, besonders in größeren Städten. Es existieren keine Gesetze mehr, welche homosexuellen Geschlechtsverkehr bestrafen. Seit 2009 ist es für gleichgeschlechtliche Paare möglich, eine Lebenspartnerschaft einzugehen, die in den meisten Rechtsbereichen anerkannt wird. Die Ehe steht seit 1. Jänner 2019 homosexuellen und heterosexuellen Paaren offen. Zuletzt hat sich die Situation im Bereich LGBT-Rechte und der öffentliche Umgang damit verbessert.

## Legalität

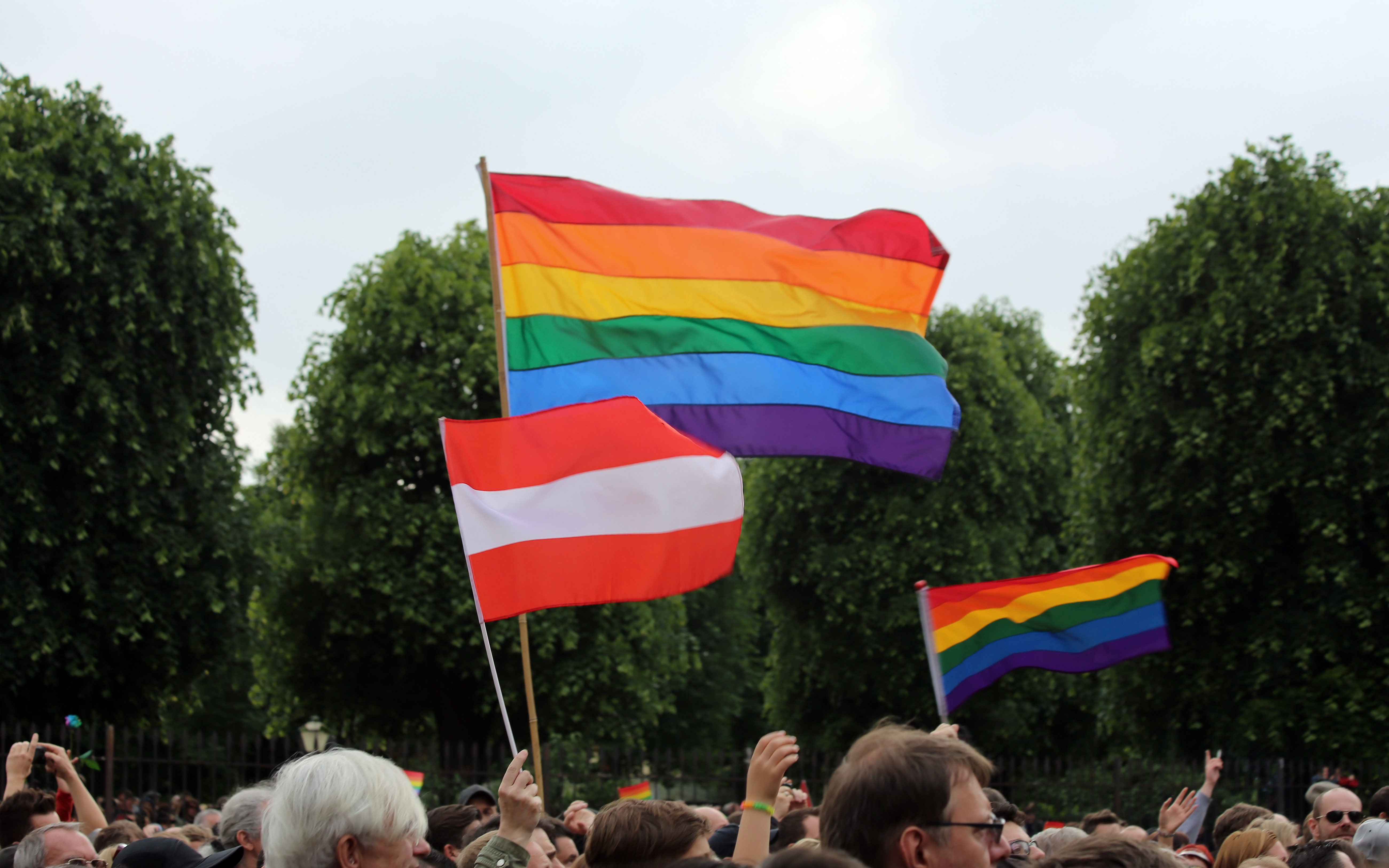
Regenbogen- und Österreichfahnen bei einem Auftritt von Conchita Wurst (2014)

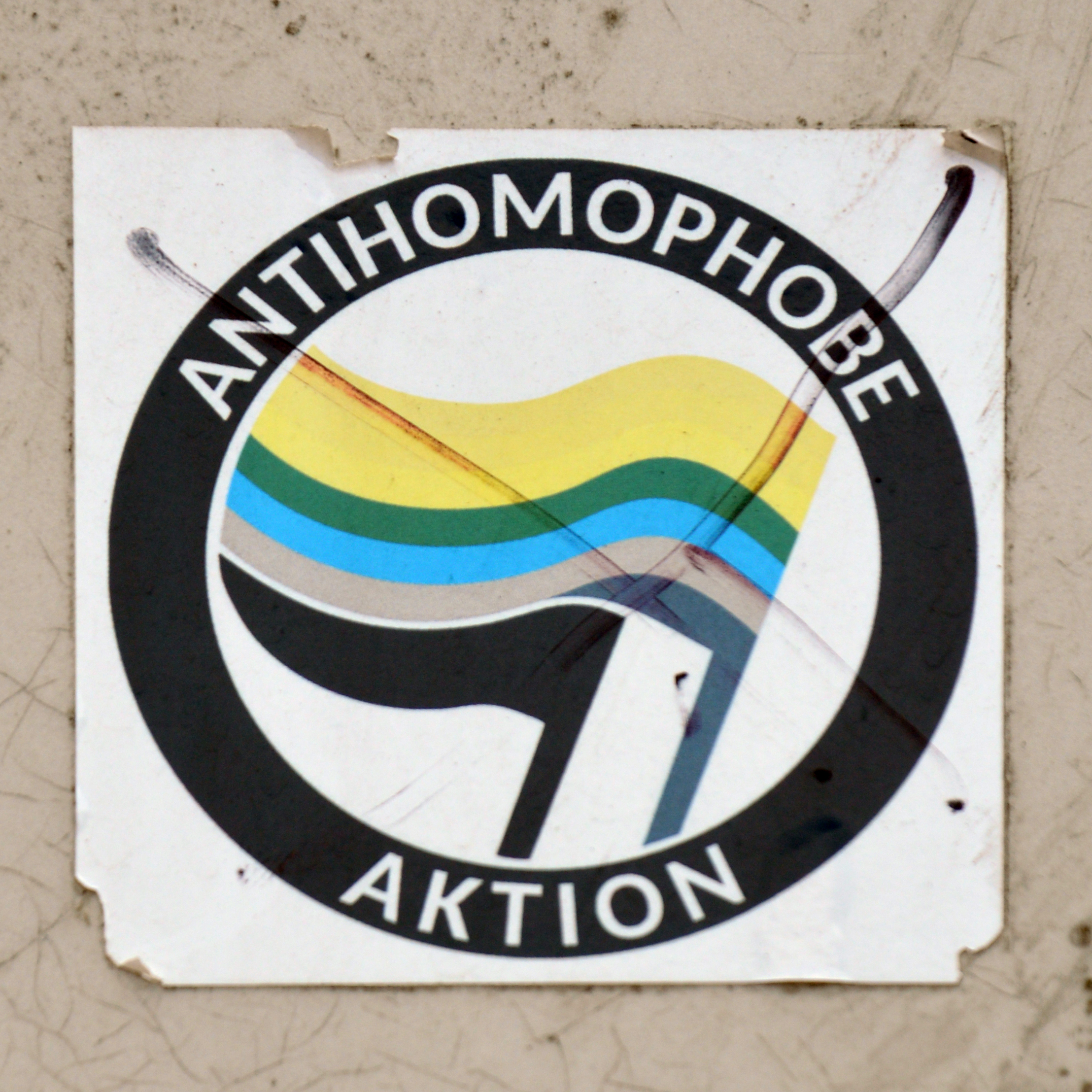
Aufkleber der Antihomophobe Aktion

1971 wurde Homosexualität zwischen Frauen (ab 14 Jahren) und zwischen Männern (beide über 18 Jahren oder beide zwischen 14 und 18 Jahren, ab 1989 letzteres einschließlich 18-jähriger) grundsätzlich legalisiert.
Allerdings war homosexuelle Prostitution von Männern bis 1989 strafbar (§ 210 Strafgesetzbuch a. F.), die "Werbung für Unzucht mit Personen gleichen Geschlechts" noch bis 1996 (§ 220 Strafgesetzbuch a. F.).
Im Jahr 2002 wurde nach einem Erkenntnis des Verfassungsgerichtshofs mit der Streichung des § 209 StGB a. F. und der Einführung des § 207b StGB analog zu Deutschland (vgl. dort § 175 dStGB) das Schutzalter für homosexuelle Handlungen unter Männern von 18 auf grundsätzlich 14 Jahre gesenkt (vgl. aber Sexueller Missbrauch von Jugendlichen).
Am 9. Januar 2003 verurteilte der Europäische Gerichtshof für Menschenrechte Österreich wegen der bis 2002 geltenden Rechtslage, die als Verstoß gegen die Europäische Menschenrechtskonvention qualifiziert wurde.

## Antidiskriminierungsgesetze
Seit 2004 ist die Diskriminierung aufgrund sexueller Orientierung gesetzlich infolge der Umsetzung von EU-Antidiskriminierungsvorschriften verboten. Homosexuelle Menschen werden nicht vom Militärdienst ausgeschlossen. 

## Anerkennung gleichgeschlechtlicher Partnerschaften
Innerhalb der deutschsprachigen Länder und der meisten angrenzenden Länder war Österreich im Bereich der gesetzlichen Anerkennung der Partnerschaften bis 2009 zurückgeblieben. Eine registrierte, staatliche Anerkennung wie in vielen anderen nord- und westeuropäischen Ländern im Rahmen einer Eingetragenen Partnerschaft war bisher gesetzlich nicht erfolgt. Ebenso wurde auch nicht die Ehe für gleichgeschlechtliche Paare geöffnet.
In der politischen Diskussion wurde 2008 noch vom Gesetzesentwurf Lebenspartnerschaftsgesetz des Justizministeriums unter Bundesministerin Maria Berger (SPÖ) gesprochen. Die Regierungskoalition zwischen SPÖ und ÖVP hat dazu eine Arbeitsgruppe eingerichtet, in der neben Vertretern der Ministerien auch alle österreichischen Homosexuellenorganisationen (u. a. Rechtskomitee Lambda, RosaLila PantherInnen sowie HOSI Linz, Salzburg, Tirol und Wien) eingeladen waren.
Im November 2009 einigte sich die Regierungskoalition im Ministerrat darauf, eingetragene Partnerschaften zu erlauben; lesbische und schwule Paare können sich aber erst seit April 2017 auf dem Standesamt trauen lassen. Im Zivil-, Arbeits-, Ausländer- und Rentenrecht sowie im Steuerrecht werden homosexuelle, verpartnerte Paare heterosexuellen, verheirateten Paaren gleichgestellt, auch besteht die Möglichkeit, einen gemeinsamen Namen zu tragen. Das Eingetragene Partnerschaft-Gesetz (EPG) wurde am 10. Dezember 2009 im Nationalrat mit den Stimmen der Abgeordneten von SPÖ und von ÖVP verabschiedet und am 18. Dezember 2009 vom Bundesrat bestätigt. Es wurde am 30. Dezember 2009 im BGBl. I Nr. 135/2009 veröffentlicht und trat am 1. Jänner 2010 in Kraft.
Die Personenstandsverordnung des Innenministeriums wurde laut Verfassungsdienst im Bundeskanzleramt am 1. Jänner 2010 veröffentlicht. Am 4. Jänner 2010 ließen sich die ersten vier homosexuellen Paare in Wien als Partnerschaften eintragen.
Seit 1. August 2013 ist in Österreich die gemeinschaftliche Adoption leiblicher Kinder gesetzlich erlaubt. Am 14. Jänner 2015 gab der Präsident des Verfassungsgerichtshofes bekannt, dass das Adoptionsverbot für gleichgeschlechtliche Partner aufgehoben würde, da es keine sachliche Rechtfertigung für eine ausschließlich nach der sexuellen Orientierung ausgerichtete differenzierende Regelung gebe. Am 1. Januar 2016 trat das Gesetz zur gemeinschaftlichen Adoption nichtleiblicher Kinder durch verpartnerte Paare in Österreich in Kraft.

## Gleichgeschlechtliche Ehe
Die gleichgeschlechtliche Ehe ist in Österreich seit 1. Januar 2019 möglich. Seit Oktober 2017 prüfte der Verfassungsgerichtshof, das höchste Gericht des Landes, auf dem Amtsweg das Eheverbot für homosexuelle Paare auf seine Verfassungskonformität.
Am 5. Dezember 2017 entschied der Verfassungsgerichtshof, dass gleichgeschlechtlichen Paaren die Ehe zum 1. Jänner 2019 offensteht. Im Januar 2018 erklärte der ÖVP-Regierungschef Sebastian Kurz im Fernsehen, dass die neue Regierung das Urteil des Österreichischen Verfassungsgerichtshofes respektieren und in Österreich parlamentarisch umsetzen werde. Eine solche Umsetzung erfolgte aber zunächst nicht, was insbesondere im Bereich des internationalen Privatrechts zu erheblicher Rechtsunsicherheit führte. Seit 1. August 2019 dürfen auch gleichgeschlechtliche Paare, bei denen ein Partner aus einem Land stammt, in dem die gleichgeschlechtliche Ehe nicht möglich ist, in Österreich die Ehe schließen.

## Gesellschaftliche Situation

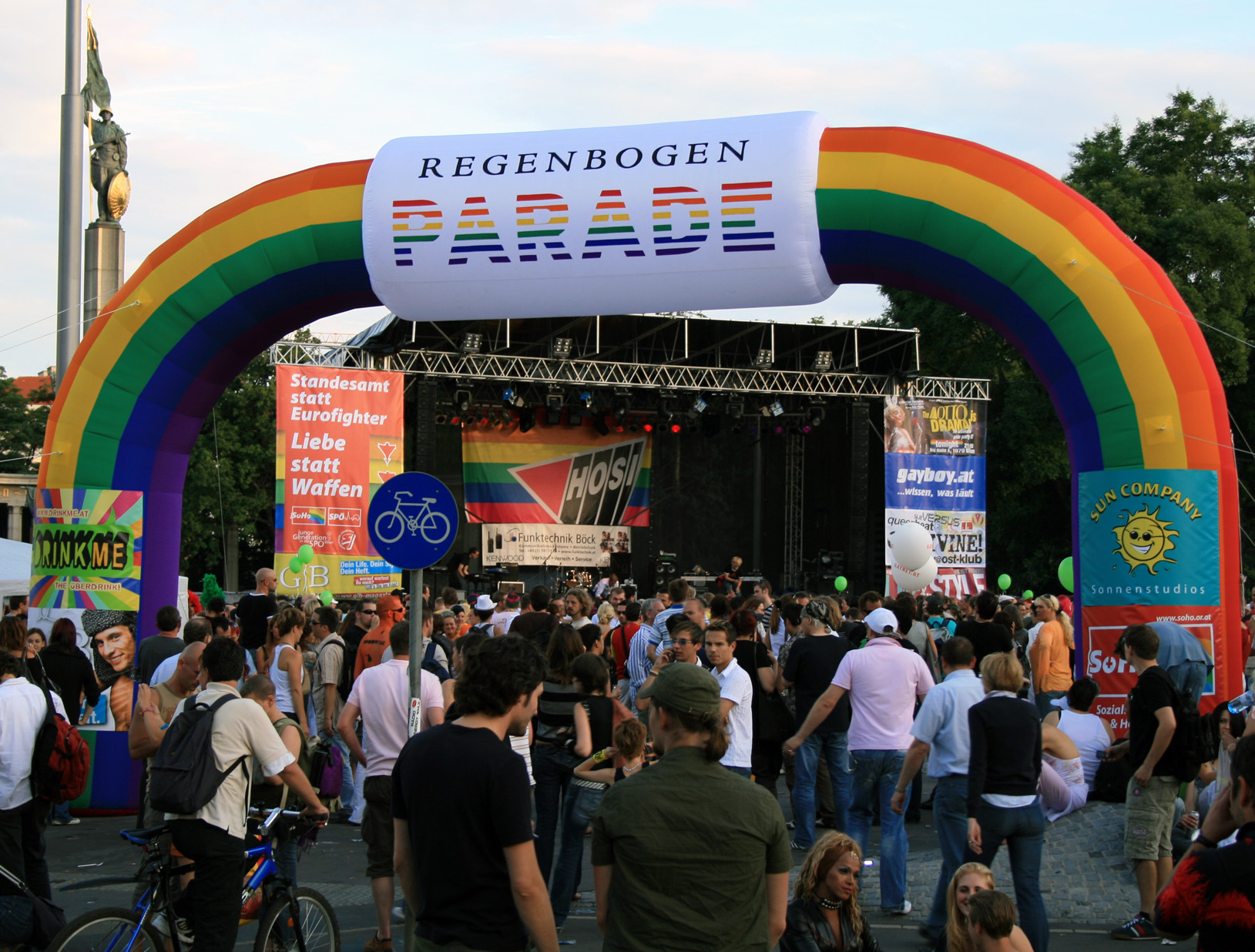
Regenbogenparade 2007

Eine Eurobarometer-Umfrage in allen Mitgliedstaaten der Europäischen Union vom Juni 2015 zeigte, dass Österreich zu den aufgeschlossenen Ländern der EU gegenüber den Rechten von Schwulen und Lesben gehört. 73 % der Österreicher befürworten die gleichgeschlechtliche Ehe. Die Möglichkeit der Adoption befürworten 56 % der Bevölkerung. Eine homosexuelle Gemeinschaft findet sich vorrangig in der Hauptstadt Wien sowie in den größeren Städten Linz, Innsbruck, Salzburg, Klagenfurt und Graz. Jährlich finden in den Landeshauptstädten Regenbogenparaden zur Gleichberechtigung von Schwulen und Lesben statt. Auch immer mehr kleinere Städte tun dies in den letzten Jahren.
Die Evangelische Kirche H.B. in Österreich hat die Trauung gleichgeschlechtlicher Paare kirchenrechtlich ermöglicht. Die Evangelische Kirche A.B. in Österreich hat Segnungsgottesdienste für gleichgeschlechtliche Ehepaare erlaubt.